# Pseudaxinoides australis
Pseudaxinoides australis är en plattmaskart som beskrevs av E.L. Lebedev 1968. Pseudaxinoides australis ingår i släktet Pseudaxinoides och familjen Gastrocotylidae. Inga underarter finns listade i Catalogue of Life.